# Ustrój polityczny Fidżi
Republika Fidżi jest państwem unitarnym o ustroju republikańskim. Obecny kształt ustrojowy państwa wynika z przepisów konstytucji promulgowanej 6 września 2013 roku.

## Władza ustawodawcza
Władzę ustawodawczą sprawuje jednoizbowy parlament, złożony z 50 członków wybieranych na czteroletnią kadencję. Wybory przeprowadzane są w jednym okręgu wyborczym, obejmującym cały kraj, z zastosowaniem ordynacji proporcjonalnej. Listy wyborcze mogą być rejestrowane zarówno przez partie polityczne, jak i grupy kandydatów niezależnych. Posiedzeniom parlamentu przewodniczy apolityczny spiker, sam niebędący deputowanym.

## Władza wykonawcza
Głównym organem władzy wykonawczej jest rząd, na czele którego stoi premier Fidżi. Premiera powołuje prezydent, wymagane jest jednak, aby przez cały okres urzędowania rząd cieszył się zaufaniem parlamentu, co w praktyce oznacza, że szefem rządu zostaje lider partii lub koalicji dysponującej większością mandatów. Następnie premier powołuje ministrów, którzy muszą być jednocześnie członkami parlamentu.
Prezydent wybierany jest przez parlament na trzyletnią kadencję i pełni głównie ceremonialną funkcję głowy państwa oraz najwyższego dowódcy sił zbrojnych.

## Władza sądownicza
Władza sądownicza sprawowana jest przez system sądów, którego najwyższy szczebel stanowi Sąd Najwyższy Fidżi. Na Fidżi nie ma wyodrębnionego sądu konstytucyjnego, obowiązki te wypełnia sądownictwo powszechne.

## Przed zmianą konstytucji
Konstytucja z 2013 jest czwartą ustawą zasadniczą Fidżi, poprzednie były przyjęte w latach 1970, 1990 i 1997. W kraju narastał konflikt pomiędzy rdzennymi Fidżyjczykami, stanowiącymi w pewnym okresie mniejszość, lecz będącymi właścicielami 90% ziemi a mówiącymi w hindi potomkami indyjskich robotników kontraktowych przywiezionych przez Brytyjczyków w XIX wieku. Hindusi (a dokładnie Hindo-Fidżyjczycy) produkowali m.in. cukier, będący podstawą eksportu Fidżi, dzierżawiąc grunty od Fidżyjczyków. Krajem wstrząsały zamachy stanu: dwa w 1987, w 2000 i 2006.
Przed zmianą w 2013 konstytucja Fidżi zapewniała przewagę rdzennych Fidżyjczyków, a dyskryminowała Hindusów. Zamachy stanu przeprowadzone w celu zapewnienia dominacji Fidżyjczyków dały dodatkowo podstawę do wykluczenia kraju ze Wspólnoty Narodów. W 1997 zagwarantowano w konstytucji zwyczajową własność ziemi. Parlament był dwuizbowy. Izba Reprezentantów liczyła 71 członków, z czego tylko 25 było wybieranych w powszechnych wyborach. Pozostałe miejsca obsadzano w drodze wyborów uwzględniających przynależność etniczną wyborców, którzy głosowali na kandydatów właściwych dla swojej grupy narodowościowej; 23 miejsca mieli Fidżyjczycy i jedno Rotumanie, 19 Hindusi, trzy pozostałe grupy. Natomiast senat miał 32 członków wyznaczanych przez prezydenta, przy czym 14 nominowała Wielka Rada Wodzów Plemiennych (fidż. Bose Levu Vakaturaga, rozwiązana w 2012), dziewięciu – premier, ośmiu – przywódcy opozycji (de facto Hindusi); jeden był przedstawiciem wyspy Rotuma.
Także prezydent był poprzednio wybierany przez Wielką Radę Wodzów Plemiennych.
Wskutek dyskryminacji na tle rasowym Fidżi tylko w latach 1978–2000 opuściło 80 tysięcy Hindo-Fidżyjczyków, z reguły doskonale wykształconych i chętnie przyjmowanych w wielu krajach.